# 안티오코스 12세 디오뉘소스
안티오코스 12세 디오니소스 에피파네스 필로파토르 칼리니코스(Antiochus XII Dionysus Epiphanes Philopator Callinicus)는 그리스계 국가인 셀레우코스 제국의 지배자(제위 기원전 87년 ~ 기원전 84년)이자 안티오코스 8세 그리푸스의 다섯 번째 아들로 왕관을 차지하였다. 그는 기본적으로 다마스쿠스와 그 주변의 마지막 잔류 셀레우코스 영역의 남부의 독립적인 지배자로 그의 형제 데메트리오스 3세 에우카에루스를 계승하였다. 안티오코스는 초기에 프톨레마이오스 군대에 지원을 얻었고 비록 그것이 지역적인 규모였지만 어떠한 군사적 명성을 지닌 마지막 셀레우코스 지배자였다.
그는 유대계 왕조인 하스몬 왕조의 영토를 여러 차례 습격하였다. 그리고 아랍계 국가인 나바테아 왕국의 부상을 확인하려 하였다. 후자 왕국의 전투는 초기에는 성공적이었는데, 어린 왕이 혼전 중에 잡히고 아랍 군인들에게 살해될 때까지였다. 그가 죽자 시리아 군대는 도망쳤으며 대부분 사막에서 멸망하였다. 직후에 나바테안은 다마스쿠스를 정복하였다.
디오니수스와 다른 안티오코스의 별칭은 각각, 명백한 아버지의 사랑, 아름다운 승자라는 뜻이다. 마지막 셀레우코스 왕은 자주 그들의 주화위에 여러 가지 별칭을 사용하였다.